# Buchach
Buchach (em ucraniano:  Бучач; em polonês/polaco:  Buczacz; em iídiche:  בעטשאָטש ou ביטשאטש (Bitshotsh); em hebraico:  בוצ'אץ' Buch'ach; em alemão:  Butschatsch; em turco:  Bucaş) é uma cidade da Ucrânia, situada no Oblast de Ternopil. Tem 9,98 km² de área e sua população em 2020 foi estimada em 12 238 habitantes.

## História
A primeira menção registrada de Buchach é em 1260 por Bartosz Paprocki em seu livro "Gniazdo Cnoty, zkąd herby Rycerstwa Polskiego swój początek mają", Cracóvia, 1578.  A validade desta data foi razoavelmente refutada pelo cientista polonês Józef Apolinary Rolle.
Em 1349, a região da Galícia tornou-se parte do Reino da Polônia. Como parte da voivodia da Rutena na Pequena Polônia, a Província permaneceu na Polônia de 1434 até 1772. Foi nessa época que a área experimentou um grande influxo de colonos poloneses, judeus e armênios. No final do século 14, o nobre polonês (szlachta) Michał Awdaniec tornou-se o proprietário da cidade. Em 28 de julho de 1379, Michał Awdaniec fundou uma igreja paroquial católica romana e construiu um castelo. De acordo com pelo menos um relato, em 1393, o rei Władysław II Jagiełło concordou em conceder direitos de Magdeburgo a Buchach (Buczacz): foi a primeira cidade ao estilo de Magdeburgo, localizada na Terra de Halych. No início do século 15, a família Awdaniec de Buchach mudou seu sobrenome para Buczacki, em homenagem à sua residência principal. Invasões frequentes dos tártaros da Crimeia trouxeram destruição à cidade e, em 1515, ela mais uma vez recebeu os direitos de Magdeburgo. Em 1558, Katarzyna Tworowska nee Buczacka recebeu a concessão do rei para o mercado em Buchach. Em 1580, o castelo local foi reconstruído: o castelo foi sitiado duas vezes pelos tártaros (1665, 1667), que finalmente o capturaram em 1672, durante a Guerra Polaco-Otomana (1672-1676). Buchach foi uma residência temporária de Mehmed IV; aqui, em 18 de outubro de 1672, o Tratado de Buchach foi assinado entre a República das Duas Nações e o Império Otomano. De acordo com este tratado, a Polônia entregou as províncias da Ucrânia e da Podólia à Turquia.
Nos séculos 17 e 18, Buchach pertencia à família Potocki. Mikołaj Bazyli Potocki, o Starosta de Kaniv, Bohuslav, filho de Stefan Aleksander Potocki, voivoda de Bełz, que se tornou greco-católico por volta de 1758, construiu aqui a prefeitura de Buchach com uma torre de 35 metros (perto de 1751), uma Igreja Católica Romana da Assunção de Maria (1761-1763) e reconstruiu o castelo, destruído pelos turcos. Com a unificação da Polônia e da Lituânia em 1569, o reino recém-unido se estendeu do Báltico ao Mar Negro. Devido à sua importância como uma cidade mercantil, Buchach tornou-se um importante centro comercial ligando a Polônia e o Império Otomano.
Em 1772, a Galícia Oriental juntamente com outras áreas do sudoeste da Polônia, tornou-se parte do Reino da Galícia e Lodomeria - uma terra da coroa da monarquia dos Habsburgos como parte da Primeira Partição da Polônia. A indústria chegou a Buchach por volta do final do século 19. Entre as indústrias de pequena escala estavam uma olaria, uma fábrica de velas e sabão, moinhos de farinha (modernos), uma fábrica têxtil e uma fábrica de gravatas. A cidade também ostentava uma cervejaria e uma vinícola. A maior fábrica foi fundada no início de 1900, quando a empresa Hilfesverein de Viena montou uma fábrica para a fabricação de brinquedos de madeira em Buchach, empregando cerca de 200 trabalhadores, principalmente meninas. Em 1912, a União de Poupança e Crédito, com sede em Stanislaviv, abriu uma filial em Buchach, que serviu como banco para industriais e empresas locais.
Buchach permaneceu como parte da Áustria e de seus estados sucessores até o final da Primeira Guerra Mundial em 1918. A cidade foi brevemente uma parte da independente República Popular da Ucrânia Ocidental antes de ser capturada pela República da Polônia em julho de 1919 após a Guerra Ucrânia-Polonesa.  Além disso, entre 10 de agosto e 15 de setembro de 1920, foi ocupada pelo Exército Vermelho (ver Guerra Polaco-Soviética). Na Segunda República Polonesa, Buchach foi a sede de um powiat (condado) na voivodia de Tarnopolski. Na década de 1920, Buchach era habitada por judeus (~ 60%), poloneses (~ 25%) e ucranianos (~ 15%).
Antes da Segunda Guerra Mundial, cerca de 10 000 judeus (metade da população local) viviam em Buchach. Durante a ocupação nazista do oeste da Polônia em 1939 e início de 1941, mais refugiados judeus chegaram à cidade. Em 18 de setembro de 1939, durante a invasão soviética da Polônia, Buchach foi ocupada pelo Exército Vermelho e incorporada à RSS da Ucrânia (ver Pacto Molotov-Ribbentrop). Antes de partirem, os soviéticos assassinaram civis, principalmente ucranianos, e os deixaram nas prisões de Buchach e Czortków. Durante a ocupação soviética, muitos judeus e cristãos foram deportados para a União Soviética. Outros judeus fugiram para o leste quando os alemães chegaram. Depois que os soviéticos partiram, mas antes da chegada dos alemães em julho de 1942, a milícia ucraniana saqueou e assassinou residentes judeus da cidade. Então, em agosto, os ucranianos ajudaram a polícia alemã em um tiroteio em massa de cerca de 400 profissionais e artesãos judeus.
Após o assassinato em massa inicial em agosto de 1941, a comunidade judaica permaneceu relativamente intacta, vivendo em um gueto (o gueto de Buchach), até outubro de 1942, quando a Gestapo, auxiliada pela polícia ucraniana e judaica, prendeu quase 2000 judeus, atirou em centenas e enviou cerca de 1600 para Belzec. Alguns sobreviventes relatam que o prefeito ucraniano foi justo com os judeus até o outono de 1941, quando o controle foi revertido para a polícia de segurança alemã e seus auxiliares ucranianos. Em novembro, mais 2500 foram enviados para Belzec e mais foram fuzilados em Buchach. Em fevereiro de 1943, cerca de 2000 foram levados para Fodor Hill, onde foram baleados e empurrados para valas comuns. Megargee relata que havia tanto sangue que o abastecimento de água da cidade estava poluído. A última grande Aktion ocorreu em abril, quando 4000 judeus foram fuzilados em Fedor Hill e outros nas ruas. Em maio de 1943, Buchach foi proclamado judenfrei.
Durante esse tempo, alguns judeus conseguiram se esconder nas florestas ou se juntar a bandos partidários. Alguns se esconderam com amigos poloneses ou ucranianos. Quando Buchach foi libertado pelo exército soviético em março de 1944, cerca de 800 judeus ainda estavam vivos. No entanto, uma contra-ofensiva trouxe os alemães de volta a Buchach algumas semanas depois e os alemães caçaram os judeus. Eles foram auxiliados por habitantes da cidade, muitos dos quais estavam ansiosos para apontar esconderijos. A propriedade anteriormente pertencente aos judeus estava agora em suas mãos e eles temiam a vingança judaica. Quando o exército soviético retornou em julho, menos de 100 judeus haviam sobrevivido.  Vários dos sobreviventes de Buchach publicaram memórias desse período e um diário de Arah Klonicki-Klonymus, que tentou se esconder nas florestas com sua esposa e bebê, mas foi assassinado, também é bem conhecido.  Uma análise detalhada dos assassinatos dos judeus em Buchach à luz de sua história é contada por Omer Bartov em seu Anatomia de um genocídio: a vida e a morte de uma cidade chamada Buczacz.
| Ano    | Pop.   | ±%     |
| ------ | ------ | ------ |
| 1921   | 7,517  | —      |
| 1931   | 10,265 | +36,6% |
| 2022   | 12,171 | +18,6% |
| Fonte: |        |        |

Em 1945, seus residentes poloneses foram reassentados nas terras da Polônia ocidental recuperadas da Alemanha, e as autoridades comunistas fecharam a igreja paroquial, transformando-a em um depósito. Ossos dos membros da família Potocki, mantidos no porão da igreja, foram jogados fora e depois enterrados no cemitério local. Em 1965, a aldeia vizinha de Nahirianka foi anexada a Buchach. Após a queda da União Soviética em 1991, Buchach tornou-se parte da Ucrânia independente, e o novo governo ucraniano devolveu a igreja aos seus legítimos proprietários. Não há mais uma comunidade polonesa ou judaica em Buchach. Até 18 de julho de 2020, Buchach era o centro administrativo de Buchach Raion. O raion foi abolido em julho de 2020 como parte da reforma administrativa da Ucrânia, que reduziu o número de raions do Oblast de Ternopil para três. A área de Buchach Raion foi incorporada a Chortkiv Raion.